# Tostão
Eduardo Gonçalves de Andrade bedre kendt som Tostão (født 25. januar 1947 i Belo Horizonte, Brasilien) er en tidligere brasiliansk fodboldspiller, der med Brasiliens landshold vandt guld ved VM i 1970 i Mexico. Han deltog også ved VM i 1966. I alt nåede han at spille 54 landskampe og score 32 mål for brasilianerne.
Tostão spillede på klubplan udelukkende i brasilianske klubber, hvor han var tilknyttet América (MG), Cruzeiro og Vasco da Gama. Han vandt adskillige statsmesterskaber med sine klubber. Han trak sig tilbage fra fodbold i en alder af kun 27 år på grund af en øjenskade.
I 1971 vandt Tostão den første kåring nogensinde af Årets Fodboldspiller i Sydamerika.